# 12369 Pirandello
12369 Pirandello è un asteroide della fascia principale. Scoperto nel 1994, presenta un'orbita caratterizzata da un semiasse maggiore pari a 2,2928839 UA e da un'eccentricità di 0,0883439, inclinata di 4,96336° rispetto all'eclittica.
L'asteroide è dedicato al drammaturgo, scrittore e poeta italiano Luigi Pirandello.